# Papirus 87
Papirus 87 (według numeracji Gregory-Aland), oznaczany symbolem {\displaystyle {\mathfrak {P}}^{87}} – wczesny grecki rękopis Nowego Testamentu, spisany w formie kodeksu na papirusie. Paleograficznie datowany jest na III wiek. Zawiera fragmenty Listu do Filemona.

## Opis
Zachowały się tylko fragmenty jednej karty Listu do Filemona (13-15.24-25). Oryginalna karta miała rozmiary 15 na 20 cm. Tekst pisany jest w 24 linijkach na stronę, skryba miał rękę wprawioną w pisaniu dokumentów.
Nomina sacra pisane są skrótami.
Według Alanda jest jedynym wczesnym rękopisem Listu Filemona. Zaliczył go do tej grupy Comfort.

## Tekst
Tekst rękopisu reprezentuje aleksandryjską tradycję tekstualną (proto-aleksandryjski). Kurt Aland określił go jako „normal text” i zaklasyfikował do kategorii I.

## Historia
Nieznane jest miejsce z którego pochodzi rękopis. Tekst opublikowany został w 1984 roku. Aland umieścił go na liście rękopisów Nowego Testamentu, w grupie papirusów, dając mu numer 87.
Rękopis datowany jest przez INTF na III wiek. Comfort datuje na połowę II wieku, ponieważ paleograficznie bliski jest do Chester Beatty II oraz do drugiej ręki P. Oxy. 841 (lata 120-130).
Cytowany jest w krytycznych wydaniach Nowego Testamentu (NA27).
Obecnie przechowywany jest w Institut für Altertumskunde (P. Col. theol. 12) Uniwersytetu w Kolonii.